# Leida Leesment
Leida Leesment, född Liidak, ursprungligen Liidemann, född 11 juni 1918, död 3 juli 1998 i Malmö, var en estnisk-svensk idrottsinstruktör. 
Leesment kom som flykting från Estland till Sverige 1944. Hon hade en estnisk gymnastiklärarutbildning vid Tartu universitet bakom sig och ett par års gymnastiklärartjänst i Tallinn. Efter att ha arbetat med Ernst Idla som assistent och även medverkat i gymnastikgruppen Idlaflickorna flyttade hon och hennes familj 1951 till Malmö. Hon grundade gymnastikgruppen Malmöflickorna 1954 som senare drevs vidare av dottern Tiina Leesment Bergh. För sin livsgärning hedrades Leida Leesment med den kungliga medaljen Illis Quorum, som utdelas av regeringen för framstående kulturellt, socialt eller konstnärligt arbete.